# Skosztuj krwi Draculi
Skosztuj krwi Draculi (ang. Taste the Blood of Dracula) – brytyjski horror z 1970 roku. Film jest kontynuacją filmu Powrót Draculi. Został wyprodukowany przez studio Hammer Film Productions.

## Obsada
- Christopher Lee – Dracula
- Reginald Barratt – Vicar
- Shirley Jaffe – Betty
- Russell Hunter – Felix
- Michael Ripper – Inspektor Cobb
- Roy Kinnear –  Weller
- Ralph Bates – Lord Courtley
- Martin Jarvis – Jeremy Secker